# Tomáš Josef Martinec
Tomáš Josef Martinec, OSA (4. srpna 1925 Pozlovice – 12. prosince 1995 Brno) byl římskokatolický kněz, 10. opat Starobrněnského opatství.
První časné řeholní sliby v augustiniánském řádu složil 21. prosince 1946 a věčné řeholní sliby 25. prosince 1949. Kněžské svěcení přijal 16. dubna 1950 v Brně. Krátce po jeho vysvěcení řeholní společenství starobrněnského kláštera, skládající se z dvaceti bratří, bylo zrušeno a tehdejším režimem rozehnáno. Pater Martinec byl komunisty souzen u Krajského soudu v Brně ze dne 13.–14.3.1961 a odsouzen za „neoznámení trestného činu“ na dva roky vězení v případu Šesták a spol. Otec Tomáš se však na Staré Brno vrátil v roce 1969 a vykonával tady pastorační činnost až do konce svého života. Po roce 1989 se stal 10. starobrněnským opatem.